# Mato (Ponte de Lima)
Mato é uma povoação portuguesa do Município de Ponte de Lima que foi sede da Freguesia de Mato, freguesia que tinha 2,50 km² de área e 312 habitantes (2011), tendo, por isso, uma densidade populacional de 124,8 hab/km².
Pela última Reorganização administrativa do território das freguesias, de acordo com a Lei nº 11-A/2013 de 28 de Janeiro, a Freguesia de Mato juntamente com as Freguesias de Freixo e Ardegão passou a constituir a freguesia de Ardegão, Freixo e Mato com sede em Freixo.

## População
| População da freguesia de Mato | População da freguesia de Mato | População da freguesia de Mato | População da freguesia de Mato | População da freguesia de Mato | População da freguesia de Mato | População da freguesia de Mato | População da freguesia de Mato | População da freguesia de Mato | População da freguesia de Mato | População da freguesia de Mato | População da freguesia de Mato | População da freguesia de Mato | População da freguesia de Mato | População da freguesia de Mato |
| ------------------------------ | ------------------------------ | ------------------------------ | ------------------------------ | ------------------------------ | ------------------------------ | ------------------------------ | ------------------------------ | ------------------------------ | ------------------------------ | ------------------------------ | ------------------------------ | ------------------------------ | ------------------------------ | ------------------------------ |
| 1864                           | 1878                           | 1890                           | 1900                           | 1911                           | 1920                           | 1930                           | 1940                           | 1950                           | 1960                           | 1970                           | 1981                           | 1991                           | 2001                           | 2011                           |
| 278                            | 231                            | 224                            | 230                            | 245                            | 259                            | 246                            | 337                            | 313                            | 295                            | 297                            | 321                            | 292                            | 285                            | 312                            |

| Distribuição da População por Grupos Etários | Distribuição da População por Grupos Etários | Distribuição da População por Grupos Etários | Distribuição da População por Grupos Etários | Distribuição da População por Grupos Etários | Distribuição da População por Grupos Etários | Distribuição da População por Grupos Etários | Distribuição da População por Grupos Etários | Distribuição da População por Grupos Etários | Distribuição da População por Grupos Etários |
| -------------------------------------------- | -------------------------------------------- | -------------------------------------------- | -------------------------------------------- | -------------------------------------------- | -------------------------------------------- | -------------------------------------------- | -------------------------------------------- | -------------------------------------------- | -------------------------------------------- |
| Ano                                          | 0-14 Anos                                    | 15-24 Anos                                   | 25-64 Anos                                   | > 65 Anos                                    |                                              | 0-14 Anos                                    | 15-24 Anos                                   | 25-64 Anos                                   | > 65 Anos                                    |
| 2001                                         | 49                                           | 42                                           | 147                                          | 47                                           |                                              | 17,2%                                        | 14,7%                                        | 51,6%                                        | 16,5%                                        |
| 2011                                         | 43                                           | 37                                           | 156                                          | 76                                           |                                              | 13,8%                                        | 11,9%                                        | 50,0%                                        | 24,4%                                        |